# Trentinara
Trentinara – miejscowość i gmina we Włoszech, w regionie Kampania, w prowincji Salerno.
Według danych na rok 2004 gminę zamieszkiwało 1769 osób, 76,9 os./km².